# IHF Handball Challenge 12
IHF Handball Challenge 12 est un jeu vidéo de handball sorti le 28 octobre 2011 en France sur PC. Le jeu est disponible en téléchargement ou en DVD. Il a connu une suite intitulée IHF Handball Challenge 14. Une démo est également disponible .

## Équipes
Le titre comprend des équipes internationales. Les clubs de division allemandes et espagnols sont également présents. 
Il y a aussi certaines équipes de divers championnats comme Montpellier pour le championnat Français. Ces équipes constituent un championnat séparé de celui d'Allemagne et d'Espagne. Dans le championnat, seul le Portugal est international.

## Championnat
Les championnats allemands et espagnols sont sous licence.